# Helina connexa
Helina connexa är en tvåvingeart som beskrevs av Malloch 1934. Helina connexa ingår i släktet Helina och familjen husflugor. Inga underarter finns listade i Catalogue of Life.